# Skeppsholmen

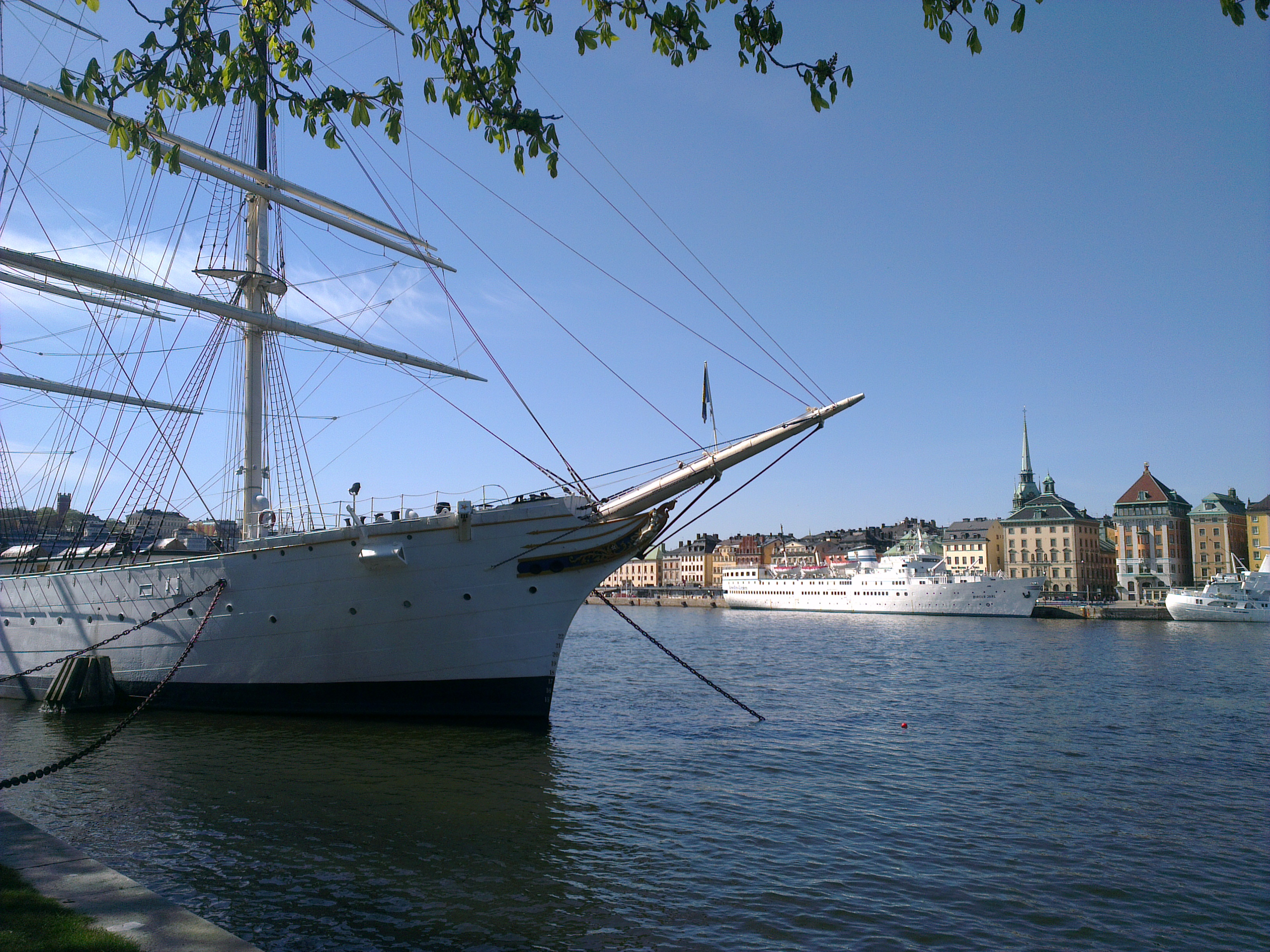
Pohled z ostrova Skeppsholmen

Skeppsholmen je jeden ze stockholmských ostrovů. S ostrovy Blasieholmen a Kastellholmen je spojen mosty. Je přístupný pěšky z Kungsträdgården, vedle Grand Hotelu a Národního muzea, autobusem číslo 65 nebo lodí ze Slussenu, Djurgårdenu či Nybroplan.
Ostrov leží strategicky při vstupu do Stockholmu od Baltského moře, proto zde byly tradičně instalovány různé vojenské zařízení a vojenské budovy. V současnosti je vojenská přítomnost na ostrově minimální a místo toho se zde nachází několik muzeí, například Muzeum moderny, hlavní muzeum moderního umění ve Stockholmu, muzeum architektury (které je ve stejné budově) a Östasiatiska Museet (východoasijské muzeum). Na ostrově se nachází také divadlo Teater Galeasen. Na jižním břehu je zakotvena stará plachetnice af Chapman, která dnes slouží jako mládežnický hostel. Každoročně v létě se na ostrově koná hudební festival Stockholm Jazz Festival.